# جيوفاني فيولا
جيوفاني فيولا (بالإيطالية: Giovanni Viola)‏ (مواليد 20 يونيو 1926) هو لاعب كرة قدم. يلعب مع منتخب إيطاليا لكرة القدم. سبق له أن لعب في كأس العالم لكرة القدم مع منتخب بلاده.

## روابط خارجية
- جيوفاني فيولا على موقع الاتحاد الدولي (مؤرشف)  (الإنجليزية)
- جيوفاني فيولا على موقع قاعدة بيانات كرة القدم.إي يو (الإنجليزية)
- جيوفاني فيولا على موقع ناشيونال فوتبول تيمز (الإنجليزية)
- جيوفاني فيولا على موقع عالم كرة القدم.نت (الإنجليزية)